# Bourletiellinae
Sous-famille
Les Bourletiellinae sont une sous-famille de collemboles de la famille des Bourletiellidae.

## Liste des genres
Selon Checklist of the Collembola of the World (version du 12 août 2019) :
- Acutoempodialis Bretfeld, 2000
- Adisianus Bretfeld, 2003
- Anarmatus Bretfeld, 2000
- Aneuempodialis Stach, 1955
- Arlesminthurus Bretfeld, 1999
- Bourletides Betsch & Massoud, 1972
- Bourletiella Banks, 1899
- Bovicornia Delamare Deboutteville, 1947
- Cassagnaudiella Ellis, 1975
- Corynephoria Absolon, 1907
- Cyprania Bretfeld, 1992
- Deuterosminthurus Börner, 1901
- Diksamella Bretfeld, 2005
- Ellisiella Bretfeld, 1999
- Fasciosminthurus Gisin, 1960
- Heterosminthurus Stach, 1955
- Karakumiella Bretfeld, 2010
- Kaszabellina Betsch, 1977
- Koupelia Bretfeld, 2001
- Madecassiella Betsch & Waller, 1996
- Massoudia Betsch, 1975
- Nasosminthurus Stach, 1955
- Navarrella Bretfeld & Arbea, 2000
- Orenius Bretfeld, 2000
- Paulianitas Betsch, 1978
- Prorastriopes Delamare Deboutteville, 1947
- Pseudobourletiella Stach, 1956
- Rastriopes Börner, 1906
- Sanaaiella Bretfeld, 2000
- Stenognathriopes Betsch & Lasebikan, 1979
- Tritosminthurus Snider, 1988

## Publication originale
- Börner, 1913 : Die Familien der Collembolen. Zoologischer Anzeiger, vol. 41, p. 315-322 (texte intégral).